# مشاع سیدمحمد ریگی
مشاع سیدمحمد ریگی روستایی در دهستان حومه بخش مرکزی شهرستان میرجاوه استان سیستان و بلوچستان ایران است.

## جمعیت
بر پایه سرشماری عمومی نفوس و مسکن در سال ۱۳۹۵ جمعیت این مکان ۲۴ نفر (۴خانوار) بوده‌است.